# El Refugio de Ábrego
El Refugio de Ábrego är en ort i Mexiko.   Den ligger i kommunen Fresnillo och delstaten Zacatecas, i den centrala delen av landet, 600 km nordväst om huvudstaden Mexico City. El Refugio de Ábrego ligger 2 183 meter över havet och antalet invånare är 369.
Terrängen runt El Refugio de Ábrego är huvudsakligen platt, men åt nordväst är den kuperad. Runt El Refugio de Ábrego är det ganska glesbefolkat, med 38 invånare per kvadratkilometer. Närmaste större samhälle är Tapias de Santa Cruz, 17,7 km öster om El Refugio de Ábrego. Trakten runt El Refugio de Ábrego består i huvudsak av gräsmarker.